# Rolf Gölz
Rolf Gölz (Bad Schussenried, 30 settembre 1962) è un ex ciclista su strada, pistard e dirigente sportivo tedesco.
Tra i dilettanti vinse due medaglie ai Giochi olimpici di Los Angeles 1984, l'argento nell'inseguimento individuale e il bronzo nella gara a squadre; fu poi professionista su strada dal 1985 al 1993, vincendo un Campionato di Zurigo, una Freccia Vallone e due tappe al Tour de France.

## Carriera
In rappresentanza della Germania Occidentale Gölz ottenne, nella categoria dilettanti, importanti piazzamenti nelle competizioni mondiali su pista: fu infatti medaglia d'argento nell'inseguimento individuale nel 1982 e campione del mondo nell'inseguimento a squadre nel 1983; si aggiudicò poi due medaglie ai Giochi olimpici 1984 a Los Angeles, l'argento nell'inseguimento individuale e il bronzo nella prova a squadre.
Passò professionista con la Del Tongo-Colnago nel 1985, ottenendo subito diversi successi, tra cui il titolo nazionale dello stesso anno e il Giro di Campania del 1986. Nel 1987 passò all'olandese Superconfex-Yoko. Il primo anno con la nuova maglia fu ricco di successi e piazzamenti importanti, tra cui spiccano le vittorie al Campionato di Zurigo e in una tappa al Tour de France, e il quarto posto ai campionati del mondo di Villaco. Fu però il 1988 il suo anno migliore, in cui vinse ancora una tappa al Tour de France e tante classiche italiane e belghe, come il Giro del Piemonte, la Freccia Vallone, la Milano-Torino e la Parigi-Bruxelles.
Seguirono delle stagioni in calando, ma arrivarono ugualmente successi, come quelli alla Milano-Torino 1989 e al Trofeo Baracchi 1990, e piazzamenti, come il secondo posto alla Milano-Sanremo 1990. Nel 1991 passò all'Ariostea, squadra con cui ottenne il suo ultimo successo, al Tour Méditerranéen 1992. Si ritirò dal professionismo nel 1993.
Dal 1999 al 2005 fu direttore sportivo alla Gerolsteiner, squadra professionistica tedesca.

## Palmarès

### Strada
- 1981 (dilettanti)

Internationale Radkriterium in Wangen
- 1982 (dilettanti)

Internationale Radkriterium in Wangen
- 1985 (Del Tongo, sei vittorie)

Campionati tedeschi occidentali, Prova in linea
Firenze-Pistoia
2ª tappa Vuelta a Andalucía (Guadix > Linares)
4ª tappa Vuelta a Andalucía (Priego de Córdoba > Cabra)
5ª tappa, 2ª semitappa Vuelta a Andalucía (Granada, cronometro)
Classifica generale Vuelta a Andalucía
- 1986 (Del Tongo, una vittoria)

Giro di Campania
- 1987 (Superconfex, sette vittorie)

Classifica generale Vuelta a Andalucía
1ª tappa Tour du Haut-Var (Fréjus > Fréjus)
2ª tappa Tour du Haut-Var (Grimaud > Seillans)
Classifica generale Tour du Haut-Var
2ª tappa Vuelta al País Vasco (Zarautz > Mungia)
Meisterschaft von Zürich
13ª tappa Tour de France (Tarbes > Blagnac)
- 1988 (Superconfex, dodici vittorie)

1ª tappa Vuelta a la Comunidad Valenciana (Cocentaina)
2ª tappa Vuelta al País Vasco (Beasain > Durango)
Freccia Vallone
1ª tappa Vuelta a Asturias
2ª tappa Vuelta a Asturias
Classifica generale Vuelta a Asturias
7ª tappa Tour de France (Reims > Nancy)
Parigi-Bruxelles
Classifica generale Tour of Ireland
Milano-Torino
Giro del Piemonte
1ª tappa Schwanenbrau Cup
- 1989 (Superconfex, cinque vittorie)

4ª tappa Vuelta a la Comunidad Valenciana
5ª tappa, 2ª semitappa Vuelta a la Comunidad Valenciana (Puebla de Farnals > Nules)
5ª tappa Tirreno-Adriatico (Atri > Monte Urano)
1ª tappa, 2ª semitappa Vuelta a Aragón
Milano-Torino
- 1990 (Buckler, quattro vittorie)

1ª tappa Tour de la Communauté Européenne
2ª tappa Vuelta al País Vasco (La Arboleda)
1ª tappa Critérium du Dauphiné Libéré (Aix-les-Bains > Aix-les-Bains)
Trofeo Baracchi (cronocoppie, con Tom Cordes)
- 1992 (Ariostea, quattro vittorie)

1ª tappa Tour Méditerranéen (Perpignano > Béziers)
4ª tappa Tour Méditerranéen (Vitrolles > Tolone/Mont Faron)
Classifica generale Tour Méditerranéen
Hegiberg-Rundfahrt

#### Altri successi
- 1983 (dilettanti)

Nacht von Hannover
- 1986 (Del Tongo)

Criterium di Fellbach
Criterium di Stoccarda
Criterium di Aachen
- 1987 (Superconfex)

Nacht van Hengelo
1ª prova Criterium di Ennepetal
Criterium di Hamburg
Criterium di Munster
Criterium di Reutlingen
- 1988 (Superconfex)

Criterium di Betzdorf
Criterium di Göppingen
Criterium di Walsrode
- 1990 (Buckler)

2ª prova Criterium di Trier
- 1991 (Ariostea)

2ª tappa Tour de France (Bron > Chassieu, cronosquadre)

### Pista
- 1981 (dilettanti)

Campionati tedeschi occidentali, Inseguimento individuale Dilettanti
- 1983 (dilettanti)

Campionati tedeschi occidentali, Inseguimento individuale Dilettanti
Campionati del mondo, Inseguimento a squadre (con Gerhard Strittmatter, Michael Marx e Roland Günther)
- 1984 (dilettanti)

Campionati tedeschi occidentali, Inseguimento a squadre

## Piazzamenti

### Grandi Giri
- Tour de France

1987: 49º
1988: 91º
1989: ritirato (17ª tappa)
1991: 79º
1992: non partito (14ª tappa)

### Classiche monumento
- Milano-Sanremo

1987: 14º
1988: 9º
1989: ritirato
1990: 2º
1992: 69º
- Giro delle Fiandre

1988: 69º
1991: 4º
1992: 17º
- Liegi-Bastogne-Liegi

1986: 11º
1987: 29º
1988: 57º
1989: 24º
1990: 27º
1991: 16º
1992: 43º
- Giro di Lombardia

1985: 17º
1986: 14º
1989: 8º
1991: 84º

### Competizioni mondiali
- Campionati del mondo su strada

Giavera del Montello 1985 - In linea: 15º
Colorado Springs 1986 - In linea: 75º
Villaco 1987 - In linea: 4º
Ronse 1988 - In linea: ritirato
Chambéry 1989 - In linea: ritirato
Utsunomiya 1990 - In linea: ritirato
Stoccarda 1991 - In linea: 30º
- Campionati del mondo su pista

Leicester 1982 - Inseguimento ind. Dilettanti: 2º
Zurigo 1983 - Inseguimento a squadre: vincitore
Zurigo 1983 - Inseguimento ind. Dilettanti: 7º
- Coppa del mondo

Coppa del mondo 1989: 13º
- Giochi olimpici

Los Angeles 1984 - Inseguimento individuale: 2º
Los Angeles 1984 - Inseguimento a squadre: 3º